# Пекаревский, Аркадий Михайлович
Аркадий Михайлович Пекаревский (7 января 1966 года, СССР, Ленинград, ныне Санкт-Петербург) — российский предприниматель , меценат, общественный деятель. Сооснователь корпорации Sela. Президент группы компании «Аркада Холдинг», включающий кондитерский бизнес (фабрика «Ацтек» — бренд Grondard), строительный бизнес, арендный бизнес, страховой, инвестиционный бизнес, агрегатор морских перевозок «Anyships» и другие. Глава подразделения YPO Gold Россия.

## Биография
Родился 7 января 1966 года в городе Ленинграде. Аркадий вырос в Ленинграде в семье рабочего, семья жила в коммунальной квартире. Отец работал дозиметристом-рентгенологом на Балтийском заводе, мама — в Ленинградском Доме моделей одежды сначала швеёй, а потом начальником смены.
После окончания школы в 1983 году поступил в Ленинградский горный институт на горно-электромеханический факультет по специальности горный инженер-электрик.
В 1992 году Аркадий Пекаревский вместе со своим двоюродным братом Борисом Остробродом зарегистрировали в России совместное предприятие — корпорация Sela (АО «Села Коммерц») по разработке, производству и продаже одежды. К 2008 году оборот компании Sela достигал более $200 млн, а сеть включала 570 магазинов одежды Sela (casual), продающих одежду собственного дизайна под собственным брендом в фирменных магазинах в России, Украине, Казахстане, Кыргызстане и странах Балтии. По данным исследования «РосБизнесКонсалтинга», на август 2009 года Sela была самой крупной одёжной сетью по количеству точек (включая франчайзинговые 80 % от всех магазинов сети Sela), занимала десятое место по темпам роста количества розничных точек.
В 2003 году Аркадий Пекаревский и Борис Остроброд стали развивать фабрику «Ацтек» («Grondard» — флагманский бренд фабрики) по производству марципана и шоколада. Бизнес оказался недостаточно прибыльным. В 2008 году Аркадий выкупил долю у Бориса и стал самостоятельно развивать производство.
В 2010 году Аркадий Пекаревский вышел из бизнеса Sela, продав свою долю двоюродному брату и оставив себе часть акций. По мнению газеты «Деловой Петербург», под руководством Аркадия Пекаревского сеть Sela стала одним из ведущих игроков рынка.
В 2016 году Аркадий стал акционером страховой компании «Капитал-Полис».
В 2017 году издание «Деловой Петербург» назвало Аркадия Пекаревского одним из самых известных в стране специалистов по развитию розницы.
В 2018 году Аркадий стал совладельцем агрегатора водного транспорта Anyships, который оперирует в России, а также ещё в 18 странах мира.
В июне 2020 года Аркадий Пекаревский был назначен главой подразделения YPO Gold Россия.
В течение многих лет Аркадий принимал участие в различных бизнес проектах в качестве инвестора и члена совета директоров таких компаний, как Garderobo, «Мозгобойня», девелоперский проект «Oliki Verde», «Сойкино».
Аркадий является спикером и ментором различных форумов и бизнес клубов, таких как «Атланты», «Эквиум» (Рыбаков_Фонд), «Деловой Петербург», «Эталон». Также является членом экспертного совета «Биржа стартапов», членом жюри конкурса «Молодые миллионеры» (ежегодная бизнес-премия от центральной деловой газеты Санкт-Петербурга «Деловой Петербург»).

## Благотворительная деятельность
С 2007 года Аркадий Пекаревский является главой попечительского совета благотворительного фонда помощи детям «Добродушие».
Аркадий Пекаревский по всему миру устанавливает «Символы мира и доброты „Одуванчик“» (символ мира и доброты «Одуванчик» — бронзовая скульптура одуванчика в виде человеческих ладоней и открытых глаз. Автор и идеолог символа — скульптур Григорий Викторович Потоцкий). Более 40 символов мира и доброты установлены более чем в 30 странах: во Франции, Австрии, США, Италии, Китае, Филиппинах, Мексике, Швейцарии, Испании, Греции, России, Сальвадоре, Венгрии, Болгарии и других странах.

## Хобби
В 2016 году Аркадий Пекаревский озвучивал на русском языке персонажа Фенёк в американском анимационном фильме Walt Disney «Зверополис».